# Quero Me Apaixonar
Quero Me Apaixonar é o sexto álbum ao vivo da banda brasileira Diante do Trono, gravado e lançado em 2003. O trabalho foi registrado na cidade de São Paulo, no Aeroporto Campo de Marte, sob produção musical de Gustavo Soares e Paulo Abucater.
Vendas
A tiragem inicial deste projeto foi de 500 mil cópias. Esse é o maior número impresso de um CD evangélico nacional até hoje. Em pouco tempo essa quantidade foi vendida por completo, garantindo de cara um Disco de Platina Duplo.
O CD vendeu mais de 1.000.000 cópias, recebendo a certificação de Disco de Diamante. O DVD vendeu mais de 170.000 cópias, sendo certificado como Disco de Diamante. 

## História
| Críticas profissionais | Críticas profissionais |
| Avaliações da crítica  | Avaliações da crítica  |
| Fonte                  | Avaliação              |
| ---------------------- | ---------------------- |
| Super Gospel           | (favorável)            |
| O Propagador           | [ 1 ]                  |
| Universo Musical       | (favorável)            |

No ano anterior à gravação do Quero Me Apaixonar, o grupo mineiro lançou o álbum Nos Braços do Pai, gravado na Esplanada dos Ministérios, em Brasilia.
A gravação do álbum trouxe 2 milhões de pessoas em um frio de 8ºC até a Avenida Santos Dumont, ao lado do Campo de Marte segundo a Polícia Militar. Este até hoje é o maior público reunido em um evento cristão na história da América Latina, recorde que foi ignorado pela imprensa local e nacional. O evento começou 30 minutos antes, ás 18h30, por causa do frio e do tempo (A gravação devia terminar ás 22h). As 21h55 a emblemática noite termina com a confirmação do público recorde e da arrecadação de 35 toneladas de alimentos para os mais necessitados do norte de Minas Gerais, após uma campanha feita na mídia local. Na oportunidade, o pastor Márcio Valadão, diz a Ana Paula, assim que sai do palco, que no ano seguinte a gravação do Diante do Trono seria em Salvador.
No Troféu Talento de 2004, Quero Me Apaixonar ganhou em todos os quesitos em que foi indicado: Melhor CD do Ano, Melhor CD Ao Vivo e Melhor CD de Louvor e Adoração e Grupo do Ano para o conjunto e Melhor Interprete Feminina para Ana Paula Valadão.Foi o primeiro disco do Diante do Trono em que grande parte dos vocalistas puderam fazer solos.
Posteriormente, as faixas "Com intensidade" e "Invoco ao Senhor" foram regravadas no álbum comemorativo, Com intensidade. Já a faixa "Eu nasci de novo" foi regravada por André Valadão, em trio com suas duas irmãs, para seu álbum solo, Fé. Anos mais tarde, a faixa-título foi regravada no álbum comemorativo Tempo de festa, além de estar presente também em um pot-pourri com a canção "A canção do amor" no comemorativo Renovo, sendo traduzida posteriormente para o CD em alemão, gravado em 2013, assim como a canção "Seja o centro", que em sua regravação foi cantada apenas por Ana Paula Valadão (e a sua versão alemã é cantada por Marine Friesen). A canção "Lugares altos" permaneceu na setlist de shows do grupo, assim como nos Congressos organizados pelo ministério, até a saída da sua solista, Helena Tannure, e apareceu pela última vez no DVD e CD Bônus Sol da Justiça como parte do Medley DT, assim como a faixa "Quero tocar-Te", também a música  Tu És o Cordeiro, permaneceu na setlist de shows do grupo, assim como nos Congressos organizados pelo ministério, até a saída de suas intérpretes, Graziela Santos e Soraya Gomes..

## Faixas
CD
| Título             | Compositor                        | Interprete(s)                                        | Duração |
| ------------------ | --------------------------------- | ---------------------------------------------------- | ------- |
| Manancial (Remix)  | Ana Paula Valadão                 | Ana Paula Valadão                                    | 7:11    |
| Com Intensidade    | Ana Paula Valadão                 | Ana Paula Valadão                                    | 5:23    |
| Invoco o Senhor    | Ana Paula Valadão                 | Ana Paula Valadão                                    | 4:07    |
| Lugares Altos      | Ana Paula Valadão                 | Helena Tannure                                       | 5:37    |
| Quero Me Apaixonar | Ana Paula Valadão                 | Ana Paula Valadão                                    | 7:46    |
| Seja o Centro      | Ana Paula Valadão                 | Ana Paula Valadão & Nívea Soares                     | 6:58    |
| Quero Tocar-Te     | André Valadão                     | Mariana Valadão                                      | 11:51   |
| Tu és o Cordeiro   | Ana Paula Valadão                 | Ana Paula Valadão, Graziela Santos & Soraya F. Gomes | 5:02    |
| Eu Nasci de Novo   | André Valadão e Ana Paula Valadão | Ana Paula Valadão & André Valadão                    | 14:23   |
| História de Amor   | Ana Paula Valadão                 | Ana Paula Valadão                                    | 5:38    |

DVD
| Título                                    | Interprete(s)                                        |
| ----------------------------------------- | ---------------------------------------------------- |
| Manancial (Remix)                         | Ana Paula Valadão                                    |
| Com Intensidade                           | Ana Paula Valadão                                    |
| Invoco o Senhor                           | Ana Paula Valadão                                    |
| Espontâneo 1                              | Ana Paula Valadão                                    |
| Lugares Altos                             | Helena Tannure                                       |
| Clamor Pela Nação                         | Helena Tannure & Ana Paula Valadão                   |
| Quero Me Apaixonar                        | Ana Paula Valadão                                    |
| Seja o Centro                             | Ana Paula Valadão & Nívea Soares                     |
| Quero Tocar-Te                            | Mariana Valadão                                      |
| Espontâneo 2                              | Mariana Valadão & Ana Paula Valadão                  |
| Tu és o Cordeiro                          | Ana Paula Valadão, Graziela Santos & Soraya F. Gomes |
| Eu Nasci de Novo                          | Ana Paula Valadão & André Valadão                    |
| Espontâneo 3                              | Ana Paula Valadão & André Valadão                    |
| História de Amor                          | Ana Paula Valadão                                    |
| Créditos Finais/Manancial Remix (Reprise) | Ana Paula Valadão                                    |